# Heinz Jaeger
 Werner Karl-Heinz Adolf Jaeger, auch Jäger (* 8. Mai 1924 in Grafenhausen) ist ein deutscher Arzt und Philatelist.

## Biografie
Jaeger studierte ab 1943 Medizin in Freiburg im Breisgau, wo er sich dem Corps Suevia Freiburg anschloss. Er nahm am Zweiten Weltkrieg teil und legte 1950 sein Staatsexamen ab. Später war er als Oberarzt am Kreiskrankenhaus Lörrach tätig. Als Facharzt für innere Krankheiten eröffnete er 1963 eine eigene Praxis in Lörrach.

## Philatelie
Jaeger war von 1973 bis 1991 Präsident des Bundes Deutscher Philatelisten (BDPh) und ist seitdem dessen Ehrenpräsident. Er ist seit 1968 auch Mitglied der Stiftung zur Förderung der Philatelie und Postgeschichte, von 1973 bis 1991 auch deren langjähriger Präsident. In seiner Amtszeit als Präsident des BDPh gelang es ihm, das Ansehen des BDPh im In- und Ausland zu steigern. Als leitender BDPh-Funktionär war er u. a. auch Mitglied des Programmbeirates der DBP/Deutsche Post (1972–2002) und Mitglied des Kunstbeirates (1970–1972). Seit 1987 ist er in die britische Roll of Distinguished Philatelists aufgenommen.
Zu Ehren seines 90. Geburtstags wurde 2014 ein Sammelband seiner Ansprachen herausgegeben.

## Auszeichnungen
- 1985: Hans-Wagner-Medaille
- 1987: Roll of Distinguished Philatelists
- 1988: Bundesverdienstkreuz 1. Klasse
- 1991: Sieger-Preis
- 1991: Ehrenpräsident des Bundes Deutscher Philatelisten
- 1996: Kalckhoff-Medaille
- 2007: Lindenberg-Medaille